# Ariana Afghan Airlines

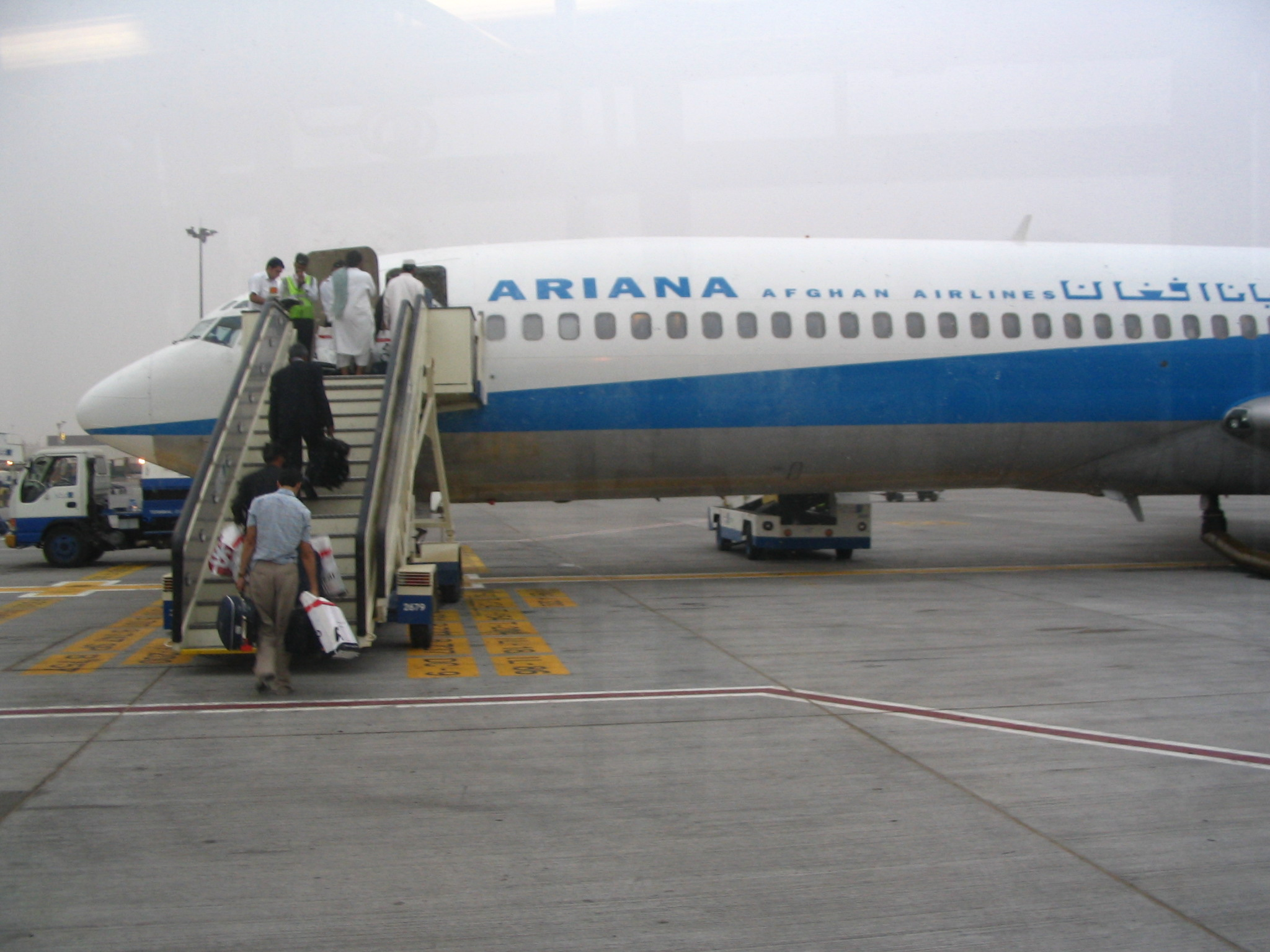
Посадка на самолёт компании в Кабуле

Ariana Afghan Airlines Co. Ltd. (пушту د آريانا افغان هوايي شرکت‎; перс. هواپیمایی آریانا‎), — национальная авиакомпания Афганистана. Расположена в Кабуле.
Авиакомпания осуществляет внутренние и международные авиаперевозки. Она полностью принадлежит правительству Афганистана. Базируется в Международном аэропорте Кабула.
Авиакомпания находится в списке авиаперевозчиков, запрещённых в Евросоюзе.

## Флот

### Современный
На август 2019 года компания имеет в распоряжении следующие самолеты:
| Самолёт         | Количество | Дистанция       |
| --------------- | ---------- | --------------- |
| Airbus A310-300 | 2          | Средняя-длинная |
| Boeing 737-400  | 2          | Средняя         |
| Boeing 737-500  | 1          | Средняя         |

### Исторический
Ниже перечислены ЛА, эксплуатировавшиеся ранее компанией Ariana:
- Airbus A300B4
- Airbus A310-200
- Airbus A320-200[2]
- Airbus A321-100
- Boeing 707-120B
- Boeing 707-320C
- Boeing 720B
- Boeing 727-100C[3]
- Boeing 727-200
- Boeing 727-200F
- Boeing 737-300
- Boeing 737-800
- Boeing 747-200B
- Boeing 757-200
- Convair CV-440
- Douglas C-47
- Douglas C-47A
- Douglas C-54B
- Douglas C-54G
- Douglas DC-4
- Douglas DC-6A
- McDonnell Douglas DC-10-30[4]
- Ан-12БП
- Ан-12Т
- Ан-24
- Ан-24Б
- Ан-24РВ
- Ан-26
- Ан-26Б
- Ту-134
- Ту-154Б
- Ту-154М
- Як-40